# Brzeźnio (gmina)
Brzeźnio (za II RP gmina Brzeźno) – gmina wiejska w województwie łódzkim, w powiecie sieradzkim. W latach 1975–1998 gmina położona była w województwie sieradzkim.
Siedziba gminy to Brzeźnio.
Według danych z 30 czerwca 2008 gminę zamieszkiwało 7137 osób. Natomiast według danych z 31 grudnia 2017 roku gminę zamieszkiwało 6 336 osób.

## Położenie gminy
Gmina Brzeźnio położona jest w powiecie sieradzkim w odległości 14 km na południe od Sieradza. Centralną miejscowością gminy jest wieś Brzeźnio, w której zlokalizowane są obiekty użyteczności publicznej. Gmina posiada rzeźbę płasko równinną, korzystną dla rolnictwa, dlatego wiodącą funkcją gminy jest rolnictwo i produkcja żywności.

## Struktura powierzchni
Według danych z roku 2002 gmina Brzeźnio ma obszar 128,73 km², w tym:
- użytki rolne: 70%
- użytki leśne: 23%

Gmina stanowi 8,63% powierzchni powiatu.

## Demografia

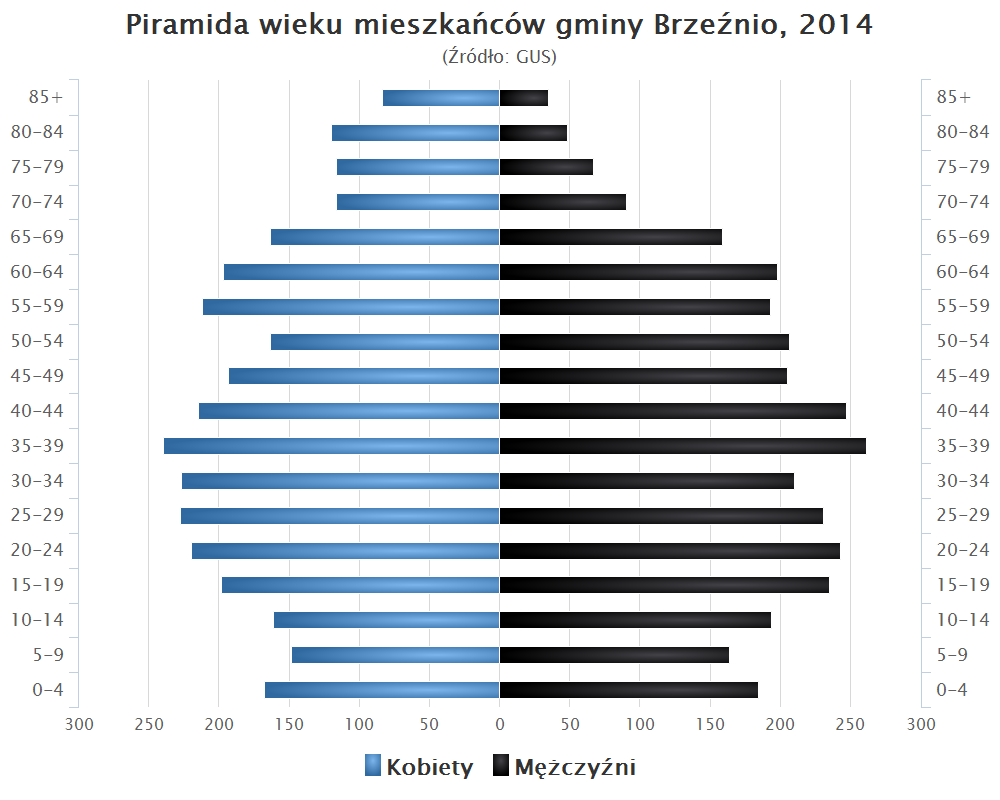
Piramida wieku mieszkańców gminy Brzeźnio w 2014 roku

Dane z 30 czerwca 2004:
| Opis                              | Ogółem | Ogółem | Kobiety | Kobiety | Mężczyźni | Mężczyźni |
| --------------------------------- | ------ | ------ | ------- | ------- | --------- | --------- |
| jednostka                         | osób   | %      | osób    | %       | osób      | %         |
| populacja                         | 6377   | 100    | 3174    | 49,8    | 3203      | 50,2      |
| gęstość zaludnienia (mieszk./km²) | 49,5   | 49,5   | 24,7    | 24,7    | 24,9      | 24,9      |

## Przyroda, turystyka
Na terenie gminy rośnie kilkadziesiąt drzew pomnikowych, w większości w Kliczkowie Małym i Wielkim. Najokazalsze są dęby, z kilku drzew o obwodach przekraczających 700 cm najgrubszy jest dąb o obwodzie 772 cm, w wieku około 400 lat, nieco mniejsza jest potężna lipa szerokolistna, posiadająca obwód 762 cm (pomiary z 2015 roku).
Opodal Brzeźnia jest zlokalizowany także Zbiornik Próba.

## Miejscowości

### Sołectwa
Barczew, Bronisławów, Brzeźnio, Dębołęka, Gęsina, Gozdy, Kliczków-Kolonia, Kliczków Mały, Kliczków Wielki, Krzaki, Lipno, Nowa Wieś, Ostrów, Podcabaje, Próba, Pustelnik, Pyszków, Rembów, Ruszków, Rybnik, Rydzew, Stefanów Barczewski Drugi, Stefanów Barczewski Pierwszy, Stefanów Ruszkowski, Tumidaj, Wierzbowa, Wola Brzeźniowska, Zapole, Złotowizna

### Pozostałe miejscowości
Borowiska, Stefanów Ruszkowski (kolonia)

## Sąsiednie gminy
Brąszewice, Burzenin, Sieradz, Wróblew, Złoczew